# Іван Дмитрович (суздальсько-нижньогородський княжич)
Іван Дмитрович († 2 серпня 1377) — суздальско-нижньогородський княжич, син Дмитра Костянтиновича, великого князя нижньогородського.
У 1367 разом з батьком, дядьком Борисом та братами, переслідував Булат-Теміра.
У 1376 брав участь у поході на волзьких булгар.
У 1377 ходив з нижньогородськими військами до річки П'яна проти царевича Арапши (Араб-шаха), що прийшов з Синьої орди. Суздальці, внаслідок власної безпечності, 2 серпня були розбиті вщент; Іван, рятуючись від ворогів, на коні кинувся в річку та потонув.